# Edwin van der Sar
  Edwin van der Sar    (Voorhout, 29 d'octubre de 1970) és un futbolista professional neerlandès, actualment retirat, que jugava com a porter. En el moment de la seva retirada era el capità de la selecció neerlandesa i jugava al Manchester United FC de la Premier League. Va ser considerat un dels millors porters de l'època i de la història.

## Biografia
Edwin van der Sar va iniciar la seva carrera esportiva en el Foreholte (un equip de la ciutat neerlandesa de Voorhout). Posteriorment va jugar en el VV Noordwijk, fins que va ser fitxat per l'Ajax Amsterdam.
Després de passar per totes les categories inferiors de l'Ajax, Van der Sar va arribar al primer equip el 1990. El porter va ser una de les peces claus en la consecució dels títols nacionals i internacionals. Amb aquest club va disputar 226 partits, guanyant quatre títols de la Eredivisie, tres de la Copa dels Països Baixos i a més una Lliga de Campions de la UEFA, una Supercopa d'Europa i una Copa Intercontinental.
Després del seu pas per la lliga neerlandesa va fitxar per la Juventus FC d'Itàlia, convertint-se en el primer porter no italià del club. Després de començar com a titular, va acabar cedint el seu lloc a Gianluigi Buffon. Va realitzar 66 partits amb el club torinès, on no va assolir cap títol.

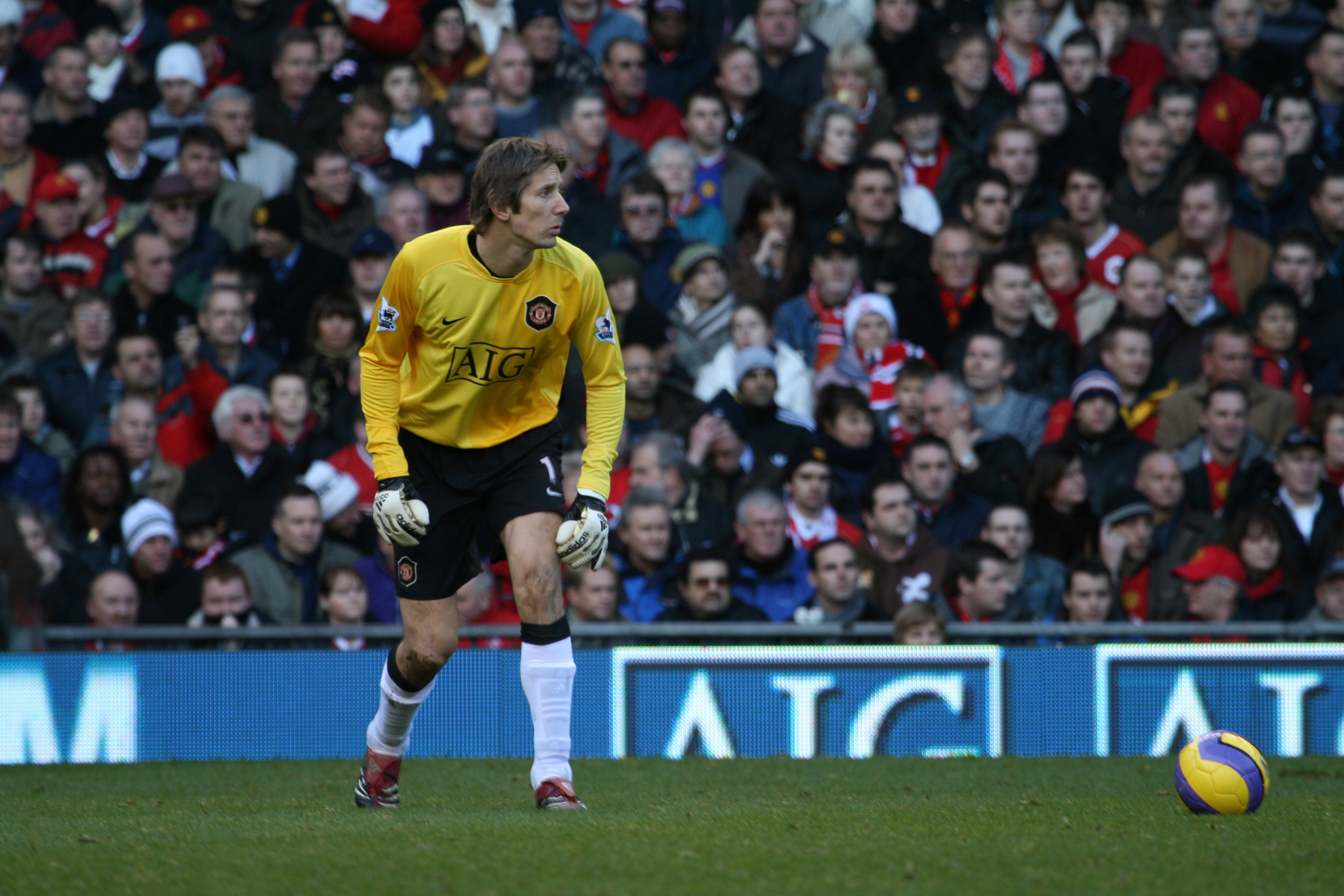
Edwin van der Sar jugant amb el Manchester United.

Posteriorment, el neerlandès va signar un contracte per quatre anys amb el Fulham FC, en una operació que va vorejar les 7.700.000£. Va debutar amb l'equip a Old Trafford, el 19 d'agost del 2001 contra el Manchester United FC. Va disputar 127 partits amb l'equip, guanyant la Copa Intertoto de la UEFA l'any 2002.
L'1 de juliol del 2005, va signar pel Manchester United FC per dos anys, en una operació que va reportar aproximadament 2.00.000£. Amb això, es va convertir en el sisè neerlandès a ingressar a l'equip. Anteriorment ho havien fet Jaap Stam, Ruud van Nistelrooy i Jordi Cruyff, entre d'altres. Va renovar el seu contracte en desembre del 2006, estenent el seu vincle amb el club fins al 2008.
Amb el Manchester va guanyar la FA Premier League 2006/07, sent triat millor porter de la temporada i apareixent en l'onze ideal (al costat d'altres 6 jugadors del Manchester United), quedant com el segon porter menys golejat juntament amb Reina del Liverpool i per darrere de Petr Čech del Chelsea FC.
En el 2007 el Manchester va jugar la Community Shield enfront del Chelsea FC. Després que el temps reglamentari acabés amb empat a un, el Manchester va guanyar en els penals gràcies a Van der Sar, que va detenir els tres llançaments de penals que li van llançar.
El 2008 el Manchester United va guanyar la Lliga de Campions de la UEFA també contra el Chelsea FC. El partit també va acabar en 1-1, amb gols de Cristiano Ronaldo pel Manchester i Didier Drogba pel Chelsea. La pròrroga va acabar 0-0 i als penals va guanyar el Manchester 6-5 gràcies a dues aturades d'Edwin van der Sar i una errada de John Terry, quan va relliscar a causa de la pluja i va enviar la pilota al pal.
El 12 de març de 2016, Van der Sar va jugar un últim partit amb el VV Noordwijk neerlandès, després que el seu porter titular fos baixa per una lesió.

### Internacional

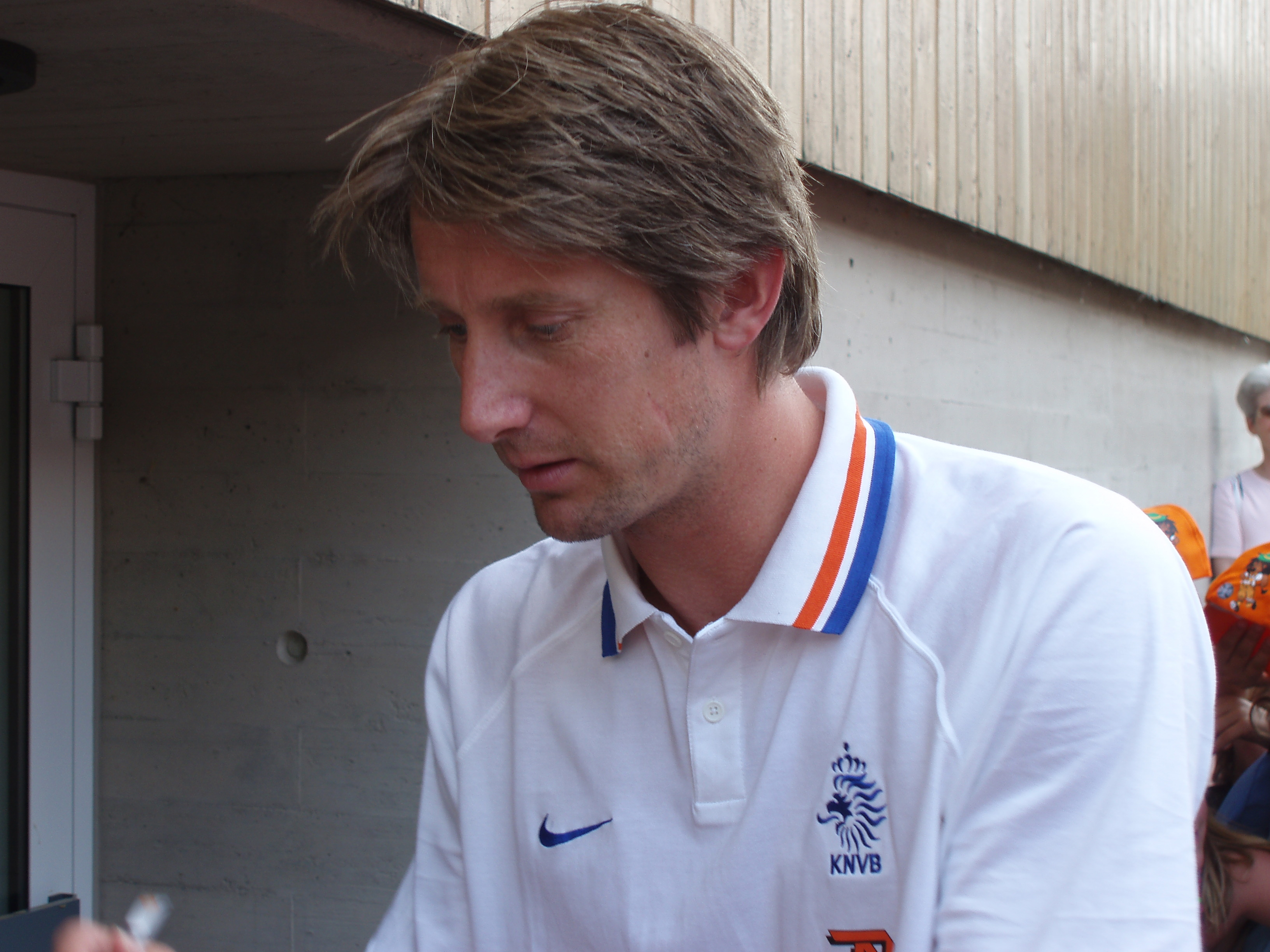
Van der Sar al Mundial del 2006.

Van der Sar va fer el seu debut internacional amb la selecció neerlandesa el 7 de juny del 1995, contra Belarús.
Edwin van der Sar ha representat la selecció neerlandesa en 121 ocasions, sent en l'actualitat el jugador que més vegades ha jugat amb la selecció. Van der Sar va superar l'anterior rècord de Frank de Boer (amb 112 participacions) el 25 de juny del 2006, en un partit disputat en l'Estadi de la Copa Mundial de la FIFA de Núremberg enfront de Portugal.
En una conferència de premsa per a una ràdio neerlandesa, en el mateix dia que complia 37 anys va anunciar que deixarà la selecció neerlandesa després de l'Eurocopa 2008.

## Palmarès

### Campionats estatals
| Títol            | Club                 | País          | Any     |
| ---------------- | -------------------- | ------------- | ------- |
| Copa neerlandesa | Ajax Amsterdam       | Països Baixos | 1993    |
| Eredivisie       | Ajax Amsterdam       | Països Baixos | 1994    |
| Eredivisie       | Ajax Amsterdam       | Països Baixos | 1995    |
| Eredivisie       | Ajax Amsterdam       | Països Baixos | 1996    |
| Eredivisie       | Ajax Amsterdam       | Països Baixos | 1998    |
| Copa neerlandesa | Ajax Amsterdam       | Països Baixos | 1998    |
| Copa neerlandesa | Ajax Amsterdam       | Països Baixos | 1999    |
| Carling Cup      | Manchester United FC | Anglaterra    | 2006    |
| Premier League   | Manchester United FC | Anglaterra    | 2006-07 |
| Community Shield | Manchester United FC | Anglaterra    | 2007    |
| Premier League   | Manchester United FC | Anglaterra    | 2007-08 |
| Carling Cup      | Manchester United FC | Anglaterra    | 2009    |
| Premier League   | Manchester United FC | Anglaterra    | 2008-09 |
| Community Shield | Manchester United FC | Anglaterra    | 2010    |

### Copes internacionals
| Títol                 | Club                 | País          | Any     |
| --------------------- | -------------------- | ------------- | ------- |
| Copa de la UEFA       | Ajax Amsterdam       | Països Baixos | 1991-92 |
| Lliga de Campions     | Ajax Amsterdam       | Països Baixos | 1994-95 |
| Supercopa d'Europa    | Ajax Amsterdam       | Països Baixos | 1995    |
| Copa Intercontinental | Ajax Amsterdam       | Països Baixos | 1995    |
| Copa Intertoto        | Fulham FC            | Anglaterra    | 2002    |
| Lliga de Campions     | Manchester United FC | Anglaterra    | 2007-08 |